# Johann Oskar Schibler
Johann Oskar Schibler (* 16. September 1862 in Aarau; † 19. März 1932 ebenda; heimatberechtigt in Walterswil und Aarau) war ein Schweizer Politiker (FDP) und Richter. Von 1912 bis zu seinem Tod war er Regierungsrat des Kantons Aargau.

## Biografie
Johann Oskar Schibler war der zweite von drei Söhnen von Jakob Schibler (1829–1872) der Chemie an der Kantonsschule Aarau unterrichtete, und der aus Böhmen stammende Wilhelmine, geborene Frank. Sein älterer Bruder war der Arzt, Botaniker und Naturschützer Wilhelm Schibler (1861–1931).
Schibler besuchte die Kantonsschule Aarau Schule und bestand seine Matura am Gymnasium in Solothurn. Während seiner Schulzeit in Aarau schloss er enge Freundschaft mit dem Dichter Frank Wedekind; zusammen mit Walter Laué und Adolf Vögtlin gründeten sie den Dichterbund Senatus Poeticus. Der Selbstmord zweier Mitschüler in ihrer Klasse inspirierte Wedekind später zum Drama Frühlings Erwachen. Zwei von Wedekinds Gedichten, An Schibler und Meinem Oskar, sind Schibler gewidmet.
Nach der Gymnasialzeit studierte Schibler Recht an den Universitäten Fribourg, Strassburg, Leipzig und Bern. 1889 bestand er das Gerichtsschreiber- und Anwaltsexamen im Kanton Solothurn. Im selben Jahr wurde er im aargauischen Justiz- und Polizeidepartement angestellt, 1892 ernannte ihn die Kantonsregierung zum Präsidenten des Bezirksgerichts Kulm. Von 1902 bis 1912 gehörte er dem Aargauer Obergericht an (von 1909 bis 1911 als Präsident der Handelsabteilung). Schiblers politische Karriere begann 1893 mit der Wahl in den Grossen Rat, dem er bis 1902 angehörte. In den Jahren 1900/01 war er Grossratspräsident. 1912 folgte die Wahl in die Kantonsregierung. Als Regierungsrat stand Schibler zunächst bis 1922 dem Justiz- und Polizeidepartement vor, danach dem Departement des Innern; während seiner gesamten 20-jährigen Amtszeit war er Sanitätsdirektor. Darüber hinaus war er Präsident der Kulturgesellschaft des Bezirks Aarau und Mitbegründer der Wynentalbahn.
Schibler war in erster Ehe mit Hedwig, geborene Meister († 1926), und in zweiter Ehe mit Dora, geborene Schmitz verheiratet. Beide Ehen blieben kinderlos.